# 尼古拉·亚当斯
尼古拉·亚当斯（英語：Nicola Adams，1982年10月26日—），英国女子拳击运动员。曾获得2007年丹麦瓦埃勒欧洲业余拳击锦标赛次轻量级银牌、2008年中国宁波世界业余拳击锦标赛次轻量级银牌、2010年巴巴多斯布里奇敦世界业余拳击锦标赛次轻量级银牌和2011年波兰卡托维兹欧洲联盟业余拳击锦标赛次轻量级金牌。2012年8月9日，亞當斯成為第一位夺得奥运金牌的女子拳击手。